# Flavinmononukleotid
Flavinmononukleoktid (FMN, riboflavin-5'-fosfát) je biomolekula produkovaná z riboflavinu (vitamin B2) enzymem riboflavinkinázou a funguje jako kofaktor nebo prostetická skupina různých oxidoreduktáz (včetně NADH dehydrogenázy). Jako oxidačně-redoxně aktivní sloučenina je řazena mezi flavinové nukleotidy. Od příbuzné sloučeniny flavinadenindinukleotid (FAD) se liší nepřítomností adenosinmonofosfátu (AMP).
Přestože se FMN nazývá flavinmononukleotid, nejedná o nukleotid. Isoalloxazinový skelet není navázán na ribózu, ale na ribitol, a spojení není realizováno glykosidovou vazbou.
FMN je oxidačně-redoxně aktivní sloučenina, která přechází z oxidované chinonové (FMN) přes semichinonovou formu (FMNH•) na hydrochinonovou formu (FMNH2). Existence tří oxidačních stavů je důležitá pro propojení různých oxidačně-redukčních drah. K redukci dochází na dvou dusíkových atomech v heterocyklických kruzích flavinu. FMN je silnější oxidační činidlo než NAD a je zvláště užitečný, protože se může účastnit přenosů jednoho i dvou elektronů.
FMN je součástí flavoproteinů a je kofaktorem například v komplexu I (NADH dehydrogenáza) v dýchacím řetězci. V roce 1937 obdržel Paul Karrer Nobelovu cenu za svou základní práci o skupině látek flavinů.

## Výskyt

Vzorec riboflavinu ve Fischerově projekci

FMN je hlavní forma, ve které se riboflavin nachází v buňkách a tkáních. Vyžaduje více energie ke svému vzniku, ale je rozpustnější než riboflavin. V buňkách se FMN vyskytuje volně cirkulující, ale také v několika kovalentně vázaných formách.  Kovalentně nebo nekovalentně vázané FMN je kofaktorem mnoha enzymů, které hrají důležitou patofyziologickou roli v buněčném metabolismu. Například bylo prokázáno, že disociace FMN od mitochondriálního komplexu I se vyskytuje během ischemie mozku.

## Chemické složení
Flavinové koenzymy a tedy i FMN se odvozují od riboflavinu. FMN (riboflavin-5‘-fosfát) tak vzniká po fosforylaci riboflavinu. Název není přesný, protože se nejedná o nukleotid v pravém slova smyslu (nejedná se o N-glykosid ribózafosfátu), ale o derivát ribitolu. Protože se však název i zkratka obecně vžily, je toto označení používáno i nadále.

## Mechanismus působení

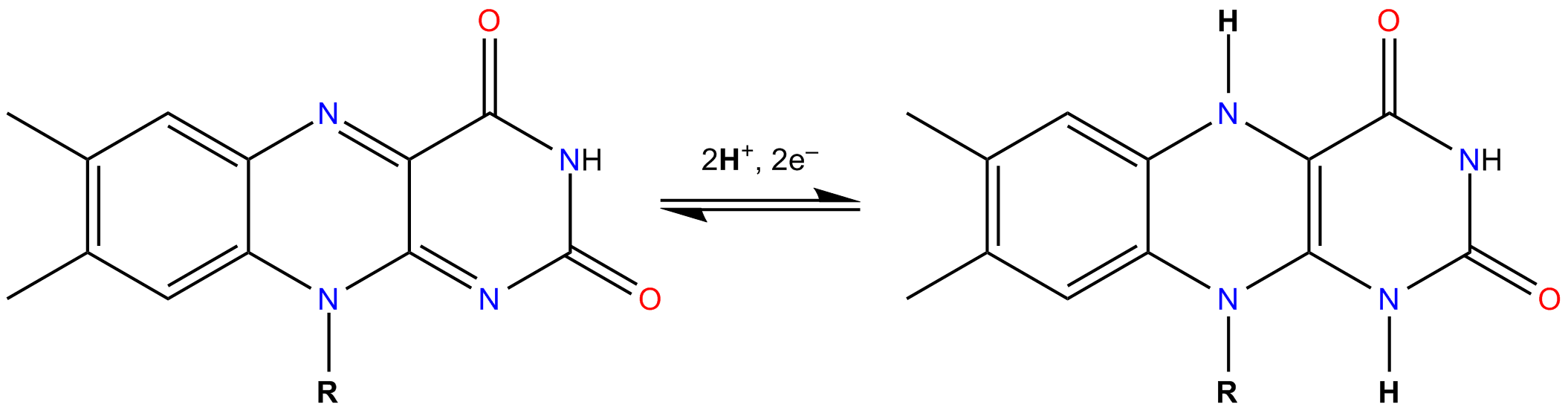
Rovnovážná reakce mezi oxidovaným a redukovaným stavem isoalloxazinového systému.

FMN může katalyzovat reakce probíhající jak iontovým mechanismem (dvouelektronové reakce), tak i mechanismem radikálovým (jednoelektronové reakce).
Isoalloxazinový systém, který je součástí FMN, funguje jako reverzibilní redoxní systém. Vodíky se vážou na dusíky N1 a N5 v tomto cyklu.
Stejně jako u nikotinamidových koenzymů lze hydrogenační reakce i v případě flavinových koenzymů odvozovat od hypotetického hydridového iontu, který se chová jako nukleofilní činidlo a je schopen se nejen navázat na oxidovaný koenzym a tím ho redukovat, ale také se případně od redukovaného koenzymu odštěpit.

## Potravinářská přídatná látka
- FMN se používá jako oranžovo-červená potravinářská přídatná látka, označená v Evropě E101a.
- Příbuzná potravinářská přídatná látka E106 je sodná sůl riboflavin-5′-fosfátu. Po požití se rychle změní na volný riboflavin. Nachází se v mnoha potravinách pro kojence a malé děti, stejně jako džemy, mléčné výrobky a sladkosti a cukrové výrobky.